# George Sand
George Sand (pravim imenom Amantine Lucile Aurore Dupin) (Pariz, 1. srpnja 1804. – Nohant, 8. lipnja 1876.), francuska književnica
Sand je rođena u francuskoj aristokratskoj obitelji koja je bila bliska Napoleonovim velikašima, ali je potjecala iz starijeg vremena te je odrasla u dvorcu u departmanu Indre u središnjoj Francuskoj.
1822., sa 18. godina, udala se za 9 godina starijeg Casimira Dudevanta, s kojim je imala sina Mauricea Dudevanta (1823. – 1889., pisac i filolog) i Solange Dudevant (1828. – 1899.). Par je prestao živjeti zajedno 1831. godine, kada je ona počela sa serijom svojih romantičnih veza; službeno su rastavljeni 1835. godine.
Prve priče i roman Rose et Blanche (1831.) George Sand je pisala zajedno s francuskim književnikom Julesom Sandeauom (1811. – 1883.) koji joj je 1831. godine bio ljubavnik; potpisivali su ih pseudonimom "Jules Sand". Roman Indiana iz 1832. potpisala je potom pseudonimom "George Sand".
Ljubavna veza sa Sandeauom prva je u nizu njezinih sentimentalnih avantura (Alfred de Musset, P. Leroux, Frédéric Chopin)
Romani su joj podijeljeni na ljubavne, socijalne i rustične, a najbliži su realizmu "Markiz de Villemer". Pisala je i za kazalište ("Claudie", "Marcelle"), te objavila autobiografiju "Povijest mog života". Ljubav s Mussetom u Veneciji opisala je u "Pismima jednog putnika", intimni "Dnevnik" objavljen je 1926. godine, a ostavila je golemu korespodenciju. Romantična ljubav, i to življena na posve strastveni način, za nju je sinonim života, magični ključić koji rješava sve probleme.  
Danas se George Sand smatra stanovitom pretečom feminizma; odbacivanjem svojega braka, čestim oblačenjem u mušku odjeću i pušenjem na javnim mjestima – što je sve bilo vrlo socijalno neprihvatljivo u Europi toga doba – ta je za svojega života kao izrazito popularna (i izvan granica Francuske) književnica iskušavala granice slobode za žene. U doba Pariške komune 1871. godine je međutim bila zauzela poziciju protiv revolucije koja je u Parizu provođena iznimno nasilno; Sand se zauzela za okončanje Komune odlučnom vojnom akcijom.